# Wanderbiltia wanderbilti
Wanderbiltia wanderbilti là một loài bướm đêm thuộc phân họ Arctiinae, họ Erebidae.